# 趙進美
趙進美（1620年—1692年），字嶷叔，一字韞退，號清止，山東青州府益都縣顏神鎮（今淄博市博山区）人，明末清初政治人物。

## 生平
崇禎九年（1636年）丙子科山東鄉試第一名舉人（解元），十三年（1640年）庚辰科進士，授行人司行人。明亡降清，順治二年（1645年）授太常寺博士，八年（1651年）升刑科給事中，十年（1653年）升戶科右給事中，十一年（1654年）升禮科左給事中，十三年（1656年）出為江西按察司副使、分守湖西，十七年（1660年）升廣東布政使司參政、分守左江，康熙四年（1665年）調陝西布政使司參政、分守關西，十六年（1677年）調河南布政使司參政、分守河北，二十一年（1682年）升福建按察使。

## 著作
工詩，著有《清止閣集》。另有《瑤台夢》、《立地成佛》諸傳奇行世。

## 家族
父趙振基，天啟五年進士。